# Отрадне (Чамзінський район)
Отра́дне (рос. Отрадное, ерз. Отрадной) — село у складі Чамзінського району Мордовії, Росія. Адміністративний центр Отрадненського сільського поселення.
Стара назва — Хлистовка.

## Населення
Населення — 459 осіб (2010; 508 у 2002).
Національний склад (станом на 2002 рік):
- мордва — 85 %